# Oude begraafplaats van Arleux
De oude begraafplaats van Arleux is een gelegen in de Franse plaats Arleux in het Noorderdepartement. De begraafplaats telt een Brits graf uit de Eerste Wereldoorlog dat wordt onderhouden door de Commonwealth War Graves Commission, die de begraafplaats heeft ingeschreven als Arleux-du-Nord Communal Cemetery.